# Хатванска култура
Хатванската култура е археологическа култура от бронзовата епоха, която наследява Нагиревската култура. Най-ранните открити селища са разположени в хълмовете Черехат, по-късно се разширяват в Северна Унгария и долината на река Тиса и района на село Тисауг в Източна Унгария. Краят на хатванската култура е свързан с разширяването на Отоманската култура.

## Погребения
Погребенията са се извършвали чрез кремация. Пепелта или се разпръсква в гробната яма, или се погребва в погребална урна. Заедно с починалия са погребани съдове с храни и напитки. Погребалните места са били разположени по-близо до селищата през периода на Хатванската култура, отколкото през предходния период на Нагиревската култура.

## Селища
Открити са над 100 селища на Хатванската култура, изградени често между 5 – 10 километра едно от друго. Тези селища често са били укрепени, с дълги правоъгълни къщи от дървен материал и мазилка. През последния век от ранната бронзова епоха селищата на Хатванската култура са били внимателно планирани, като къщите са били разположени около открито, централизирано място. Къщите често са били с дължина около 12 метра по време на този ранен етап на заселване. Укрепленията се състоят от канавки и укрепления. Наименованието на културата идва от град Хатван, Унгария. Селището е целенасочено изгорено, което се показва от наличието на дебели слоеве изгорени отломки във всяка къща, открита на това място. Скрити под пода на една къща са били над 140 грама орнаменти, включително: бронзови брадви, кехлибарени мъниста и златни украшения за коса. В центъра на това място има 4 метра дълбока жертвена яма, която съдържа останки от кафяви мечки, аурохи, глигани, елени и прасета. Керамиката на културата са предимно текстил и изделия за барботин. Техните укрепени обитавани селища се намират главно в района планината Бик и Матра.